# Gertrude Brinek

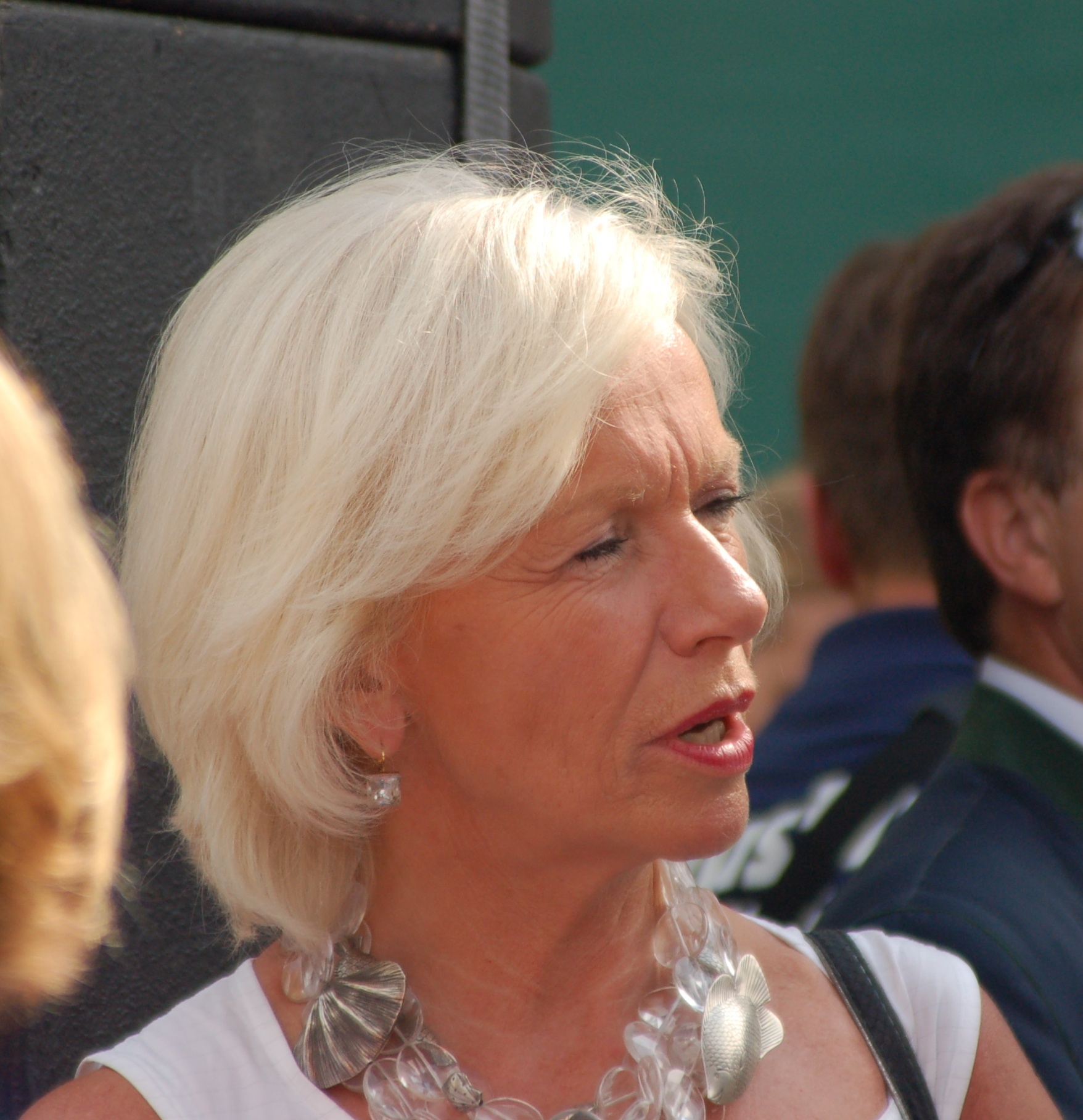
Gertrude Brinek (2008)

Gertrude Brinek (* 4. Februar 1952 in Hollabrunn) ist eine österreichische Politikerin (ÖVP) und Assistenzprofessorin am Institut für Bildungswissenschaft der Universität Wien. Sie war von 2008 bis 2019 Volksanwältin.

## Biografie
Gertrude Brinek wuchs in Weyerburg, einem Ort der Stadt Hollabrunn, auf und besuchte in Hollabrunn die Schulen.
Von 1971 bis 1973 besuchte Gertrude Brinek die Pädagogische Akademie des Bundes in Wien und studierte dort Pädagogik, Psychologie und Kunstgeschichte. In den Jahren 1973 bis 1983 unterrichtete sie an Wiener Volks- und Hauptschulen. Zwischen 1973 und 1983 war sie Studienassistentin am Institut für Erziehungswissenschaften der Universität Wien. Nach ihrer Promotion wirkte sie von 1987 bis 2004 als Universitätsassistentin und von 2004 bis 2008 als Assistenzprofessorin am Institut für Bildungswissenschaft.
Im Juli 2008 wurde sie vom Parlament zur Volksanwältin gewählt.
Schwerpunkte ihrer wissenschaftlichen Tätigkeit waren Bildungstheorie und Bildungsforschung einschließlich Schulforschung.
Sie ist Mitglied der christlichen, farbentragenden Studentinnenkorporationen Vindobona Nova Wien im VFM und Koinonia Wien im VCS.

## Politische Laufbahn
Von 1983 bis 1988 war Gertrude Brinek Bezirksrätin von Wien/Leopoldstadt, von 1988 bis 1990 Abgeordnete zum österreichischen Nationalrat, von 1991 bis 1994 Abgeordnete zum Wiener Landtag und Mitglied des Wiener Gemeinderates. Von 1994 bis Juli 2008 war sie wieder Abgeordnete zum Nationalrat. Ihre politischen Schwerpunktthemen waren Wissenschafts- und Bildungspolitik, Kultur- und Justizfragen und Genderthemen. Bis Juli 2008 war sie Bezirksparteiobfrau der ÖVP Leopoldstadt.
Am 14. Juli 2008 folgte Brinek Maria Fekter als Volksanwältin nach. Am 26. Juni 2013 wurde Gertrude Brinek für eine zweite Amtsperiode als Volksanwältin angelobt. Auf Bundesebene war sie dabei für Steuern, Gebühren, Abgaben, die Justizverwaltung und Staatsanwaltschaften zuständig. Auf Landesebene prüfte Brinek die Gemeindeverwaltungen und alle kommunalen Angelegenheiten (Raumordnung, Baurecht, Wohn- und Siedlungswesen, Landes- und Gemeindestraßen) sowie die Friedhofsverwaltung und kommunale oder städtische Verkehrsbetriebe. Am 6. Juni 2019 wurde Werner Amon als Nachfolger von Brinek für die am 1. Juli 2019 beginnende Funktionsperiode vom Hauptausschuss des Nationalrates als Volksanwalt vorgeschlagen und am 13. Juni 2019 vom Nationalrat gewählt.

## Definitivstellung
Gertrude Brinek wurde 2003 an der Universität Wien definitiv gestellt (d. h. unbefristet und unkündbar angestellt). Zuvor hatte sich sowohl die Fakultätsleitung als auch das Fakultätskollegium (mit 27 gegen 5 Stimmen) aufgrund mangelnder wissenschaftlicher Leistungen gegen die Definitivstellung ausgesprochen. Das Wissenschaftsministerium unter der Leitung von Elisabeth Gehrer entschied aber für Brinek.
Diese Vorgänge lösten an der Universität einigen Unmut aus und waren auch Inhalt einer parlamentarischen Anfrage der oppositionellen SPÖ an Gehrer.

## Auszeichnungen
- 2000: Großes Goldenes Ehrenzeichen für Verdienste um die Republik Österreich[9]

## Publikationen
- Erziehung des Staunens. Zur pädagogischen Bedeutung eines emotiven Phänomens, WUV-Universitätsverlag, Wien 1991
- Bildung zwischen Glaube und Wissen. Grundfragen der Pädagogik der Gegenwart (hg. gem. m. Gerhard Schaufler), Tyrolia Innsbruck; Wien, 1991
- Pädagogik im Pluralismus (hg. gem. m. Alfred Schirlbauer), WUV, Wien 1993
- Staatsschule am Ende? Perspektiven für den Bildungsmarkt (hg. gem. m. Nikolaus Severinski), WUV, Wien 1995
- Vom Sinn und Unsinn der Hochschuldidaktik (hg. gem. m. Alfred Schirlbauer) WUV, Wien 1996
- Jugendtheorie und Jugendarbeit (hg. gem. m. Ines M. Breinbauer), WUV 1997
- Universitäten wohin? Beiträge zur Suche nach einer adäquaten Identität (hg. gem. m. Hans Mikosch) Zeitschrift für Hochschuldidaktik (erscheint Aug. 2001), Studienverlag, Innsbruck 2001
- Lob der Schule (gem. m. Alfred Schirlbauer; Nov. 2001), WUV 2001
- PISA zufolge PISA. PISA According to PISA. Hält PISA, was es verspricht? - Does PISA keep, what it promises? LIT-Verlag, Wien 2007. ISBN 3-8258-0946-3 (Zweisprachiger Sammelband mit Beiträgen von siebzehn Forschern, hg. gem. m. Stefan Hopmann und Martin Retzl)
- Vom wahren Leben im Rechtsstaat, Styria Verlag, 2012 ISBN 978-3-222-13352-7.
- Junge Menschen und ihre Rechte. Eine Publikation der Volksanwaltschaft. Mit einem Vorwort von Bundespräsident Heinz Fischer und Beiträgen von Manfred Nowak, Renate Winter und Stefan Schennach. Edition Ausblick. 2013